# 皇家盎格魯軍團
皇家盎格魯兵團（英語：Royal Anglian Regiment）是英國陸軍的步兵團。由兩個正規步兵營和一個預備役步兵營組成。現代的兵團成立於1964年，是目前英國陸軍中歷史最悠久的線列步兵團，其最初的歷史可追溯到1685年。R ANGLIAN是女王師麾下的三個兵團之一，也是女王師首個大型編制的步兵團。

## 編制
皇家盎格魯兵團成立於1964年9月1日，通過合併東盎格利亞旅旗下所屬的四個兵團，重新組建成英國陸軍首個全新的大型編制的步兵團。合併的四個兵團包括: 
- 第1營(諾福克與修福郡)，合併自第1東盎格利亞兵團(皇家諾福克與修福郡)（英语：1st East Anglian Regiment）第1營。
- 第2營(告羅士打公爵夫人直屬皇家林肯與諾咸頓郡)，合併自第2東盎格利亞兵團(告羅士打公爵夫人直屬皇家林肯與諾咸頓郡)（英语：2nd East Anglian Regiment）第1營。
- 第3營(第16第44步兵)，合併自第3東盎格利亞兵團(第16第44步兵)（英语：3rd East Anglian Regiment）第1營。
- 第4營(李斯特郡)，合併自皇家李斯特郡兵團（英语：Royal Leicestershire Regiment）。

皇家盎格魯兵團作為下列的郡兵團而服務: 
- 百福郡
- 劍橋郡
- 雅息士郡
- 赫福郡
- 李斯特郡
- 林肯郡
- 諾福克郡
- 諾咸頓郡
- 律倫郡
- 修福郡

該團最初由4營正規軍和3營國土軍總計7個營組成，1975年因第4營(李斯特郡)解散，正規營裁減為3個。該團於1992年第3營(第16第44步兵)與第5營(國土軍)相繼解散後，皇家盎格魯兵團的編制再次裁減。現時的編制只剩下兩個正規營加一營預備役組成。